# Weißohr-Springaffe

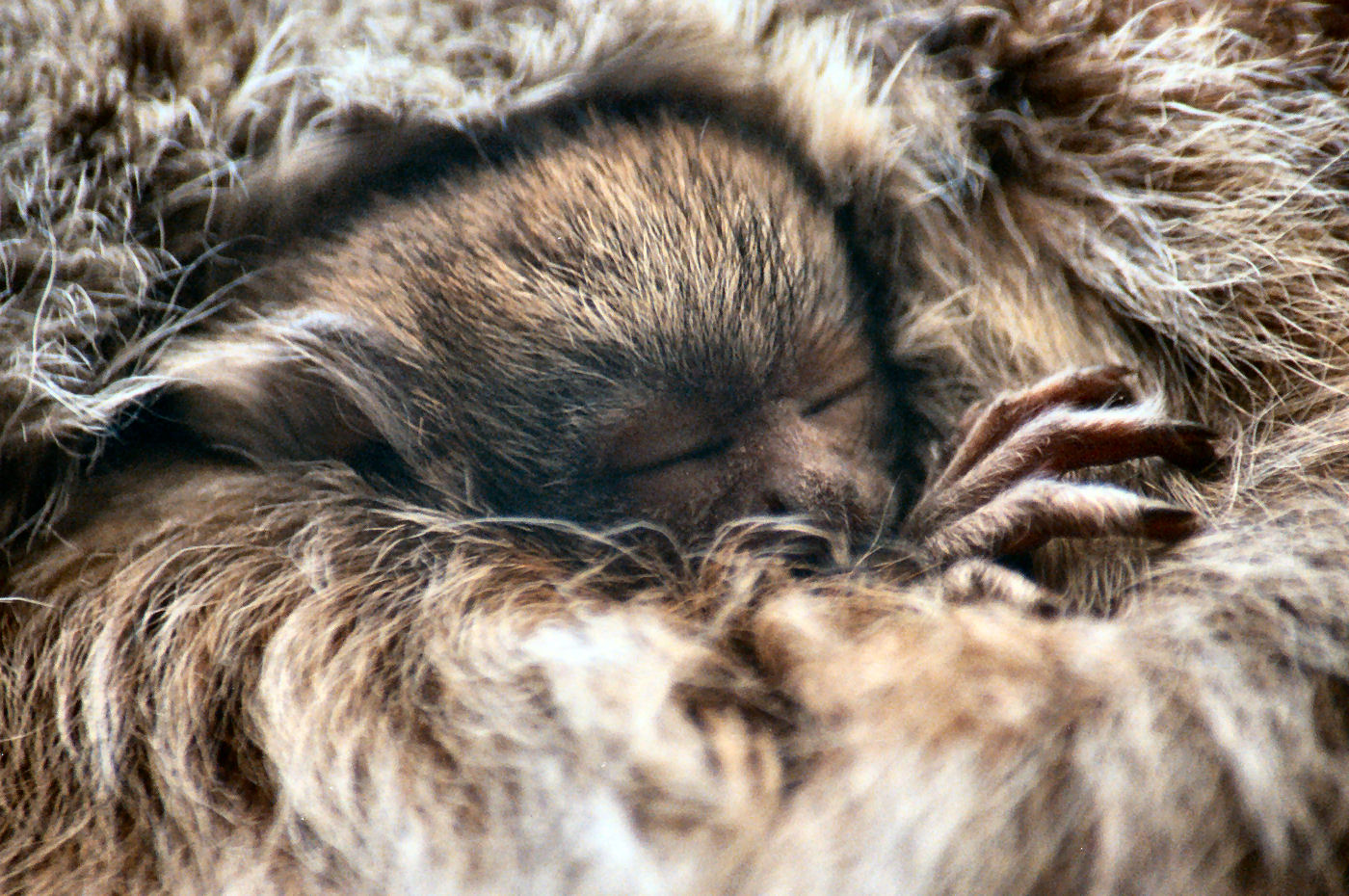

Der Weißohr-Springaffe (Plecturocebus donacophilus, Syn.: Callicebus donacophilus) ist eine Primatenart aus der Unterfamilie der Springaffen innerhalb der Familie der Sakiaffen (Pitheciidae).

## Merkmale
Weißohr-Springaffen sind wie alle Springaffen relativ kleine Primaten mit flauschigem Fell und einem langen, buschigen Schwanz. Sie erreichen eine Kopfrumpflänge von 31 bis 34 Zentimeter, der Schwanz wird etwas länger. Das Gewicht beträgt ungefähr 0,8 bis 1,2 Kilogramm. Ihr Fell ist an der Oberseite des Kopfes, am Rücken und an der Außenseite der Gliedmaßen orangegrau gefärbt, der Bauch ist orange oder braunorange. Der Schwanz ist dicht mit gelbbraunen Haaren bestanden, er kann wie bei allen Springaffen nicht als Greifschwanz verwendet werden. Namensgebendes Merkmal sind die ausgeprägten weißen Ohrbüschel.

## Verbreitung und Lebensraum
Weißohr-Springaffen bewohnen die flacheren Landesteile im östlichen Bolivien (Departamento Beni und Departamento Santa Cruz) sowie die angrenzenden Regionen Brasiliens (Rondônia). Ihr Lebensraum sind tropische Regenwälder.

## Lebensweise
Weißohr-Springaffen sind wie alle Springaffen tagaktive Baumbewohner. Sie bewegen sich entweder auf allen vieren oder mit Sprüngen durch das Geäst. Sie leben in Familiengruppen aus zwei bis sieben Tieren, die sich aus einem langjährig monogamen Paar und dem gemeinsamen Nachwuchs zusammensetzen. Sie sind territorial, mit gemeinsamen Duettgesängen weisen die Paare andere Tiere auf das eigene Revier hin.
Ihre Nahrung besteht in erster Linie aus Früchten. In geringerem Ausmaß nehmen sie auch Blätter, Samen und Insekten zu sich.
Nach einer rund fünfmonatigen Tragzeit bringt das Weibchen meist ein einzelnes Jungtier zur Welt. Wie bei allen Springaffen beteiligt sich der Vater intensiv an der Aufzucht, er ist der hauptsächliche Träger und übergibt das Kind der Mutter nur zum Säugen.

## Gefährdung
Zwar leiden Weißohr-Springaffen wie viele andere Tiere an der Zerstörung ihres Lebensraums, allerdings sind sie nicht sehr anspruchsvoll in Bezug auf ihren Lebensraum und haben ein relativ großes Verbreitungsgebiet. Die Art wird von der IUCN als „nicht gefährdet“ (least concern) gelistet.

## Systematik
Der Weißohr-Springaffe ist eine von rund 30 Arten, in die die Unterfamilie der Springaffen (Unterfamilie) unterteilt wird. Er ist Namensgeber der donacophilus-Gruppe innerhalb der Gattung Plecturocebus, einer Gruppe eher kleiner Springaffen, die daneben noch den Rio-Beni-Springaffen, den Anden-Springaffen, den Beni-Springaffen und den Weißmantel-Springaffen umfasst. Der Weißmantel-Springaffe (P. pallescens) galt früher als Unterart des Weißohr-Springaffen.